# 鹿陶洋江家宗祠
鹿陶洋江家宗祠，為台南市楠西區鹿陶洋江家聚落的家族宗祠，為傳統閩式建築，最初興建年代已不可考。鹿陶洋江家聚落是全臺最大的單一宗族聚落，宗祠做為家族精神所在，整體聚落以宗祠為中心點往外拓展，並有祖訓規定聚落內的建築不得超過祖祠堂高度。

## 沿革
鹿陶洋江家宗祠在明治39年（1906年）曾經翻修，興建兩廊、拜亭與公廳。2010年高雄甲仙大地震造成宗祠屋瓦毀損，牆面和梁柱龜裂，於民國106年（2017年）11月動工修復，在兩年半的工程期間暫停開放。

## 建築特色
宗祠的建築平面呈四進，第一進拜亭為單開間，經過拜亭入內埕。第二進為公廳。第三進為神明廳，奉祀東峰大帝（江寬山，江氏祖先）、田府元帥、觀音佛祖、李府千歲及祖先牌位。第四進為其祖祀堂，但祖先牌位已移至神明廳，僅留有畫像及座椅。